# Tissu aboral
Derme aboral
Le tissu aboral, aussi appelé derme aboral, est le nom donné chez les scléractiniaires au derme en contact avec l'exosquelette.

## Composition

Derme aboral d'un polype.

Le tissu oral est composé de trois couches depuis l'intérieur du corps vers l'exosquelette : 
- l’endoderme aboral ;
- la mésoglée ;
- l’ectoderme calicoblastique.